# 衆議院解散
衆議院解散（しゅうぎいんかいさん）とは、大日本帝国憲法下の帝国議会および日本国憲法下の国会において、衆議院を解散すること。解散によりすべての衆議院議員は、任期満了前に議員としての地位を失う。解散に伴う衆議院議員総選挙を総称して解散総選挙と呼ぶ。

## 日本国憲法下の衆議院解散

### 概要
日本国憲法において衆議院の解散は、内閣の助言と承認により、天皇が行う国事行為の一つと定められている（日本国憲法第7条3号）。
衆議院が解散されたときは、解散の日から40日以内に衆議院議員総選挙を行い、その選挙の日から30日以内に国会（特別国会）を召集しなければならない（同第54条第1項、公職選挙法第31条3項）。そして、日本国憲法は衆議院議員総選挙後に初めて国会の召集があったときには当然に内閣は総辞職するものとしている（日本国憲法第70条）。「現在の内閣総理大臣を指名した衆議院が解散により存在しなくなり、衆議院議員総選挙によって新たに衆議院が構成されることになった以上、たとえ同一の者が内閣総理大臣に指名されるとしても、内閣は新たにその信任の基礎を得るべきである」との趣旨である。内閣総辞職を受けて国会は新たに内閣総理大臣を指名し（内閣総理大臣指名選挙）、その指名に基づき天皇は内閣総理大臣を任命する（同第6条第1項）。そして、新たに任命された内閣総理大臣は旧内閣（職務執行内閣）から職務を引き継ぎ（同第71条）、国務大臣を任命する組閣を行うことになる（同第68条第1項）。
なお、憲法解釈上は解散権はあくまでも内閣に存するが、事実上、内閣総理大臣の専権事項となる（後述の「解散権の行使」を参照）。そのため、「首相の大権」あるいは「伝家の宝刀」とも呼ばれる。
「バカヤロー解散」「郵政解散」など解散の理由を付けた通称で呼ばれることがある。

### 解散権の帰属

#### 解散権の帰属を巡る議論
日本国憲法において直接的に衆議院解散について規定した条文としては第7条と第69条がある（憲法上は憲法第69条によって内閣不信任決議案が可決あるいは内閣信任決議案が否決された場合も含め、すべて衆議院解散は憲法第7条により天皇の国事行為として詔書をもって行われる）。
このうち日本国憲法第7条第3号は衆議院の解散を天皇の国事行為として定める。ただ、天皇は国政に関する権能を有しないとされており（日本国憲法第4条第1項）、憲法第7条第3号の天皇の権能は衆議院解散を形式的に外部へ公示する形式的宣示権ということになる。また、日本国憲法第69条は衆議院で内閣不信任決議が可決あるいは内閣信任決議が否決された場合の内閣の進退を定めた規定で、その条文の文言も「内閣は……衆議院を解散しない限り」とはなっておらず「内閣は……衆議院が解散されない限り」となっており衆議院解散の実質的決定権について定めているわけではない（この点は衆議院解散は憲法第69条の場合に限定されるとみる後述の69条説に対する批判としても挙げられている）。
そこで、いずれの国家機関が衆議院解散に関する実質的決定権を持つかが問題となるが、憲法学者・先例ともに内閣に衆議院解散の実質的決定権があることについてはほぼ見解が固まっている（内閣説）。一方、内閣の意思によらない衆議院による自主解散権（自律的解散）を認める見解（自律的解散説）も存在するが、従来より議院の多数派により少数派の議員の地位を失わせることを可能とするためには法律上明文の根拠が必要であるとして否定的な見解が多い。衆議院解散要求決議案が衆議院本会議で採決に至った例はあるが、可決されたことはなく、仮に可決されても、法的拘束力のない国会決議の一つにとどまるものとされる。今日の学説においては、衆議院における多数派が内閣との関係において、対立関係になく解散を望むのであれば内閣に解散を求めることで足り、対立関係にあり内閣が応じなければ不信任すればよく、憲法もこのような運用を予定しているとされ、また、衆議院解散は憲法第69条の場合に限定されるとみる後述の69条説をとらない限りは実益のある議論ではないと考えられている。
以上のように、衆議院解散の実質的な権限を持つのは内閣とする見解がほぼ定説となっている。日本国憲法第69条の解釈上、衆議院で内閣不信任決議案が可決されるか信任決議案が否決された場合に、内閣はそれに対抗する手段として衆議院解散が可能であることに争いはない（対抗的解散）。しかし、日本国憲法第69条に規定する場合以外にも衆議院解散が認められるか（裁量的解散）、また、裁量的解散が認められるとするならば解散権の根拠をどこに求めるかについて見解は分かれている。学説には衆議院解散は日本国憲法第69条の場合に限られるとする69条限定説（後述の69条説が属する）と、日本国憲法第69条に規定する場合以外にも衆議院解散は認められるとみる69条非限定説（解散権の法的根拠により後述の7条説、制度説、行政説に分かれる）がある。もっとも、69条説と行政説はほとんど支持されておらず、7条説と制度説が対立しているのが実情である。
実務上は、天皇の国事行為に責任を負う内閣（日本国憲法第3条参照）が実質的決定権を有するとされ7条説によっているとされる（1978年：昭和53年衆議院先例集27）。判例では、苫米地事件における東京地方裁判所及び東京高等裁判所の判決が7条説をとったものとみられている（東京地判昭和26年10月19日判決、東京高判昭和29年9月22日判決）。なお、憲法第7条による解散が憲法慣習となっているとみる学説もある。
| 学説              | 概要 | 根拠 | 批判 |
| ----------------- | --- | --- | --- |
| 69条説            | 衆議院解散は日本国憲法第69条の場合（対抗的解散）に限られ、内閣による裁量的解散は認められないとする見解          | 日本国憲法69条は衆議院による内閣不信任決議の効果について定めている。同条中の「衆議院が解散されない限り」という文言は、不信任決議に対する内閣の対抗手段としての解散のみを認めたものである。 | 解散権の民主的機能の見地から内閣の解散権を制限すべきでない。国政が国民の意思に従って行われることを原則とするのであれば国民の意思を問うことにつき限定すべき理由はない。憲法69条は衆議院で内閣不信任決議が可決あるいは内閣信任決議が否決された場合の内閣の進退を定めた規定で、内閣を衆議院解散の実質的決定権の主体と定めた規定でもなければ解散を制限した規定でもない。 |
| 7条説             | 日本国憲法第7条に規定する「内閣の助言と承認」を解散権の実質的決定権の根拠として内閣による裁量的解散も認める見解 | 国事行為とされている事項のうち実質的決定権の帰属が憲法上明示されていないものについては、国事行為に対する内閣の「助言と承認」を根拠として内閣に実質的な権限があるとみるべきである。         | 内閣の助言と承認は形式的な宣示行為に対するものである。 |
| 制度説            | 日本国憲法は議院内閣制を採用していることを解散権の実質的決定権の根拠として内閣による裁量的解散も認める見解      | 議院内閣制においては内閣に議会の解散権を認めるのが通例である。 | 議院内閣制において内閣に解散権を認めるのが通例であるとしても、日本国憲法がそのような制度を採用しているか否かは、内閣の自由な解散権が根拠づけられたうえで言えることで論理が逆転しておりトートロジーである。また、政府の解散権が制約されている制度も生じてきており、そもそも前提として議院内閣制は自由な解散権をもつものとの根拠を示す必要がある。                     |
| 行政説 （65条説） | 日本国憲法第65条の「行政権」に解散権の実質的決定権を含むとみて内閣による裁量的解散も認める見解                  | 行政の定義を「国家の権能のうち、立法と司法を除いた残余の権能」とする考え方（控除説）を基に、衆議院解散権は立法でも司法でもないから行政に属し、日本国憲法第65条により内閣に帰属するとする   | 控除説の前提とする国家作用は国民支配作用でありそもそも解散権は含まれていないはずである。 |

衆議院解散の実質的決定権の根拠について学説には以上のように争いがあるものの、少なくとも衆議院解散の形式的宣示権は憲法上天皇にある（日本国憲法第7条3号）。日本国憲法第7条と日本国憲法第69条との関係であるが、先述のように憲法上は憲法第69条の内閣不信任決議案の可決（内閣信任決議の否決）の場合も含め、すべて衆議院解散は天皇の国事行為として詔書をもって行われ、この解散詔書の直接の法的根拠は日本国憲法第7条にあり、日本国憲法第69条の条文の文言も「内閣は……衆議院を解散しない限り」とはなっておらず「内閣は……衆議院が解散されない限り」となっているが、このことは日本国憲法第7条において天皇の衆議院解散についての形式的・名目的権能について定めていることに対応している。このようなことから、今日、すべて解散詔書の文言は「日本国憲法第七条により、衆議院を解散する。」との表現が確立している。1993年（平成5年）6月18日の嘘つき解散は内閣不信任案の可決による解散であったが、議長が慣例どおり「日本国憲法第七条により衆議院を解散する」との詔書を読み上げたため、野党席からは「69条の解散ではないのか」との抗議の怒声が起こり、万歳三唱がなかなか行われず、遅れて与党席から「万歳」の声があがるというハプニングもあった。しかし、衆議院解散は詔書をもって行われるが、この詔書の直接の根拠は日本国憲法第7条にあり、また、この文言は解散の理由を問わないため、一般的には、いかなる場合の衆議院解散についても適用しうるものと解されている。
なお、先述のように、憲法上は内閣不信任決議案可決（内閣信任決議案否決）の場合も含め、すべて衆議院解散は天皇の国事行為として詔書をもって行われ、この解散詔書の直接の法的根拠は日本国憲法第7条にあるが、便宜的な意味合いで衆議院解散について7条解散と69条解散とに分類して説明されることがある。ただ、「7条解散」と「69条解散」という分類は解散原因を基準とするか詔書の文言を基準とするかによって一義的ではなく文献によって異なった分類の仕方がなされており、内閣不信任案が可決（信任決議案が否決）されて内閣が解散を選択した場合を69条解散としそれ以外の場合について7条解散として分類している文献（この分類をとると69条解散は現在までに4例ということになる）がある一方で、詔書の文言を基準として第2次吉田内閣における解散（後述の馴れ合い解散）が第69条と第7条に基づく解散で他の解散はすべて7条解散であると分類している文献もある。

#### 解散権を巡る歴史的経緯
戦後、明治憲法を連合国軍最高司令官総司令部（GHQ/SCAP）と協力して改正するにあたり、第1回目の会合は1945年10月、高木八尺、松本重治、牛場友彦が参加して「マッカーサー・近衛会談」として行われ、高木はこのとき駐日大使ジョージ・アチソンから示された12の指示項目の中に、「国会の解散権は、政府が政治的コントロールの手段として用いてはならないこと」を規定するよう指示があったことをメモしているが、これらは事実上は米国国務長官ジェームズ・F・バーンズの指示であった。なお、国会の解散権は、国家総動員法案が野党から激しい批判を浴びていた時期にも利用されており、近衛がこれによって同法案を成立させたという経緯があった。
GHQ施政下にあった1948年（昭和23年）に衆議院を解散する際、当時の第2次吉田内閣は「69条所定の場合に限定されない」という見解を採っていたのに対し、野党は「69条所定の場合に限定される」という見解を採り、対立していた。そのような中で、憲法草案の策定に携わっていたGHQは衆議院解散を69条所定の場合に限定する解釈を採ることが伝えられ、協議の上、野党が内閣不信任案を提出して形式的にそれを衆議院で可決し、69条所定の事由により解散する方法を採った（馴れ合い解散）。この時の解散詔書には「衆議院において、内閣不信任の決議案を可決した。よって内閣の助言と承認により、日本国憲法第六十九条及び第七条により、衆議院を解散する。」と記載されたが、この文は内閣の事務当局がGHQの意向を察して作成したものといわれる。
1951年（昭和26年）頃になると学界では解散権をめぐる論争が活発化したが、この頃、既に政界では野党側が早期解散へと主張を転換しており憲法第69条に解散を限定する見方は大きく後退していた。
実際、1952年（昭和27年）に第2回の解散をしたときは第69条所定の場合ではなかった。この解散で衆議院議員の地位を失った苫米地義三は解散の無効を主張し、歳費請求訴訟を提起したが、その上告審において最高裁判所は、いわゆる統治行為論を採用し、高度に政治性のある国家行為については法律上の判断が可能であっても裁判所の審査権の外にあり、その判断は政治部門や国民の判断に委ねられるとして、違憲審査をせずに上告を棄却した（苫米地事件。裁判長は長官田中耕太郎）。この第2回解散の際の詔書には「日本国憲法第七条により、衆議院を解散する。」とあり、以後は、内閣不信任決議案が可決された場合であるか否かにかかわらず、この方式によることが確立するに至った。
このように、解散を第69条所定の場合に限定する見解は、実務上は現在では見られない。もっとも、内閣に自由な解散権があるとしても、総選挙を通して民意を問う制度である以上、それに相応しい理由がなければならないと理解されており、国会法第74条に基づく内閣に対する質問に対し、内閣から国会に提出された答弁書では、新たに民意を問うことの要否を考慮して、内閣がその政治的責任において決すべきものとの認識が示されている。
保利茂が衆議院議長在職中時代に衆議院法制局の意見を参考に「解散権について」という「（現行憲法下における解散は）内閣に解散権があるといっても、明治憲法下のように内閣の都合や判断で一方的に衆議院を解散できると考えるのは現行憲法の精神を理解していないもので適当ではない」として解散権の濫用を戒めている。
憲法学者の佐藤功は保利見解について次の四つの場合を限定的に列挙して七条解散はこれらに限られるべきとする。
1. 第69条にいう不信任決議可決又は信任決議否決という形ではなくても、予算案や内閣の重要条件が否決されたり審議未了となったりして、実質的に不信任決議可決等と同一視してもよい場合。
2. 長期の審議ストップ等で、国会の機能が麻痺した場合。
3. 党利党略で不信任決議案などが提出されないままで、国会・国政が渋滞を続けた場合。
4. 前回の総選挙の時に争点とはなっていなかった重大案件が提起され、あらためて国民の判断を求めるのが当然とされる場合。

### 解散権の行使
内閣の衆議院解散決定権は閣議決定に基づいて行使される。
政府見解によれば、国会閉会中でも衆議院の解散は可能とされているが、衆議院の意思が国民の意思と合致しているかを問うという衆議院解散の制度からみて国会開会中の解散が原則とされ、現憲法下において閉会中に衆議院解散となった例はない。
また、政府見解によれば、任期満了当日まで衆議院の解散は可能である。このことにより、任期満了より最大40日間、投票日を先延ばしできることになる。さらに、任期満了の総選挙が公示されても、投票前日までは解散が可能となっている。この場合、任期満了選挙の公示は無効となり、改めて解散総選挙が公示されることになる。

#### 閣議決定
衆議院解散を決定する権限は内閣に属する。したがって、内閣総理大臣は閣議を開き、「今般、衆議院を解散することに決したので、国務大臣の諸君の賛成を賜りたい」と全閣僚に対して衆議院解散を諮り、内閣の総意を得た上で、衆議院解散を行うための閣議書に、全ての国務大臣の署名を集めなければならない。しかし、日本国憲法第68条第2項は「内閣総理大臣は、任意に国務大臣を罷免することができる」と定めており、内閣総理大臣は「任意に」つまり時期や理由を問わず法的には何らの制約なく自由な裁量によって国務大臣を罷免することができる。
したがって、衆議院解散を行うための閣議書への署名を国務大臣が拒否する場合、内閣総理大臣は当該大臣を罷免して自身が兼任するか他の大臣に兼任させることで閣議決定を行うことができる。先例としては2005年（平成17年）の『郵政解散』の際に小泉純一郎内閣総理大臣が、署名を拒否した島村宜伸農林水産大臣を罷免したのが唯一の例である。
極端に言えば、内閣総理大臣一人が他の全大臣を兼務する一人内閣で閣議決定することも可能である。内閣総理大臣は国務大臣の罷免権を行使することによって最終的には解散権を行使できることから事実上、解散権は内閣総理大臣の専権事項とされている。もっとも、閣議の段階まで至って首相が反対閣僚の罷免に踏み切れず解散を断念した三木内閣のような例もあり、法手続き的にはともかく、政治的には閣僚による反対に対抗しかねることもある。

#### 詔書の作成
衆議院の解散は天皇の国事行為であるため（日本国憲法第7条第3号）、閣議書が完成すると、内閣官房の内閣総務官（中央省庁改編前の「首席内閣参事官」にあたる）が皇居宮殿、又は御所に赴いて奏上し、詔書の原案に天皇の自署（署名した天皇の名を「御名」という）、御璽の押捺を受ける。
大日本帝国憲法下の解散詔書は「朕帝国憲法第七條ニ依リ衆議院ノ解散ヲ命ス」と文語体の命令調で表現されていたが、日本国憲法下では「日本国憲法第七条により、衆議院を解散する」と口語文の平仮名書きに改められた。
詔書は、内閣総務官が内閣官房に持ち帰った後、内閣総理大臣が詔書に副署し、内閣官房長官を通じて衆議院議長に伝達されることになる。この内閣総理大臣による「副署」は日本国憲法第74条に規定する「署名」や「連署」とは異なるものであり、天皇の国事行為において内閣による助言と承認があったことを内閣総理大臣が内閣を代表して確認を行うものであり慣行として適当なものであると評価されている。なお、衆議院の解散は内閣の助言と承認に基づく天皇の国事行為であるので、内閣総理大臣以外の他の国務大臣も天皇の国事行為（衆議院の解散）に関する閣議決定書には署名するが、解散詔書については署名・副署を行うのはそれぞれ天皇及び内閣総理大臣のみであって、他の国務大臣が解散詔書に署名することはない。解散詔書の原本は、公文書として内閣官房で保管される。衆議院議長が本会議場で読み上げるものは、詔書そのものではなく、詔書の「写し」（天皇の署名、御璽の押捺が「御名御璽」と書き換えられている）である。詔書の「写し」は、衆議院議長のあて名が書かれた白色の封筒に、内閣総理大臣からの伝達書とともに収められる。

#### 解散の伝達
現行憲法下における衆議院解散はいずれも国会会期中に行われているが、その伝達について先例としては本会議において行われた例（本会議場において議長が詔書を朗読）と会議のない日など本会議が開かれていないときに行われた例（衆議院議長応接室において議長が詔書を朗読）がある。なお、詔書は解散の伝達と同時に公布されている。解散の伝達には紫の袱紗（ふくさ）が用いられる。このことから衆議院解散のことを「紫の袱紗」と称することもある。
先述されているように衆議院議長に伝達されるのは詔書の写しであり、議長は詔書の写しを用いて詔書の内容を朗読することになる。

##### 本会議における解散

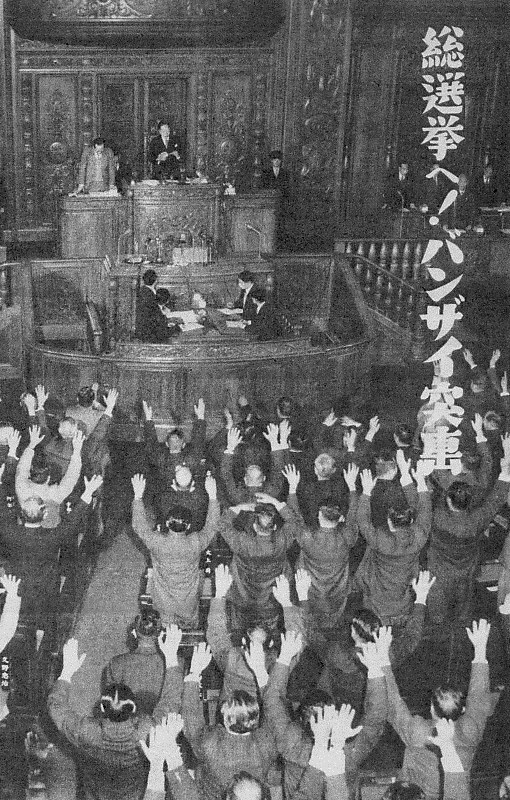
バカヤロー解散時の衆議院議場（1953年）
大多数の議員が万歳三唱をしている

解散の伝達は本会議において行われる場合がほとんどである。一連の官邸での手続を終えた詔書の写しと内閣総理大臣からの伝達書は、いわゆる「紫の袱紗」に包まれて内閣総務官により国会内に運ばれ、議長席後方の控え室（議長応接室）にて待機した後、内閣官房長官に手渡される。内閣官房長官は、議長席後方の扉から詔書の写しと伝達書を持って入場し、衆議院事務総長に手渡す。事務総長は中身を確認した後、次第書（朱色のト書きと黒文字の台詞が書いてあるいわば「台本」）を付けて衆議院議長に渡す。衆議院の解散は一切の議事・動議に優先して扱われ、議長は議事を直ちに中止して詔書の朗読を行う。
議長が「ただいま内閣総理大臣から、詔書が発せられた旨伝えられましたから、朗読いたします」と発言すると、議長及び全議員、国会職員が起立する（総員起立）。
議長が「日本国憲法第七条により、衆議院を解散する。」と詔書の文章を読み上げて衆議院の解散を宣言する。
この瞬間に正副議長も含め、全衆議院議員が失職する。
詔書が朗読された直後、衆議院議員が万歳三唱することが慣例となっている。万歳三唱の由来は天皇の国事行為に対する万歳説や前祝説等諸説あり定かではないが、帝国議会からの慣例として続く慣習である（#大日本帝国憲法下の衆議院解散）。
議長は、一呼吸置いた後、無言のまま議場を後にする。普通の本会議なら「この際、暫時休憩致します」あるいは「本日はこれにて散会致します」（当日の議事が全部審議され議決され終わった場合）と宣言するところだが（この宣言がないと議員達は議場を退出出来ない）、解散と同時に議長も失職するため、それらを宣言する資格が消滅すると解されているからである。解散後に議場から退出する失職した「前」議員たちに対して衛視が敬礼をしなくなるが、間違えて敬礼してしまうこともあるという。失職した「前」議員の中には退出前に議員バッジを外す者もいる。

##### 議長応接室における解散
先例では、会議の開かれない日など本会議が開かれていない場合には衆議院議長応接室に各会派の代表議員が参集され詔書を衆議院議長が朗読して解散となり、各議員に対しては衆議院公報をもって通知することになっている（昭和53年衆議院先例集28ほか）。
なお2023年末時点では、1986年の死んだふり解散が議長応接室における最後の衆議院解散である。

#### 解散の効果とその後の手続
全ての衆議院議員は、解散と同時に失職する。
解散の本体的効果である。衆議院の解散は全ての議事日程及び動議に優先するため、内閣不信任決議案が提出されていたとしても、解散詔書の文章が朗読された時点で廃案となる。衆議院解散ののち内閣は政府声明あるいは内閣総理大臣談話の形式で解散理由を明らかにすることが慣例となっている（昭和53年衆議院先例集28）。
衆議院が解散されたときは内閣総理大臣から参議院議長に詔書の写しをもってその旨が通知される。衆議院解散が内閣総理大臣から通知された場合、参議院が会議中でないときは参議院議長は各会派にその旨を通知する。過去には参議院の本会議が休憩中に衆議院が解散となり、再開されなかったケースもある。なお、現在に至るまで参議院の会議中に参議院議長が内閣総理大臣から解散の通知を受けた例はない（いずれも参議院が会議中でないときに通知されている）。衆議院の解散と同時に参議院は自動的に閉会になる（衆参同時活動の原則、日本国憲法第54条第2項本文）。審議中の議案は、解散と同時にすべて廃案となる（会期不継続の原則、国会法第68条本文）。なお、衆議院解散後、内閣は国に緊急の必要があるときは参議院の緊急集会を求めることができる（日本国憲法第54条第2項但書）。
衆議院が解散されたときは解散日から40日以内に衆議院議員総選挙を行い、その選挙の日から30日以内に特別国会を召集しなければならない（日本国憲法第54条第1項、公職選挙法第31条第3項）。特別国会の召集があったときは内閣は総辞職しなければならず（日本国憲法第70条）、国会は改めて内閣総理大臣を指名する（日本国憲法第67条1項）。つまり衆議院議員総選挙によって衆議院は再構成されることとなり、その意思に基づいて内閣総理大臣の指名・組閣が行われる（首相指名における衆議院の優越について日本国憲法第67条第2項）。

#### 解散権の限界
憲法上、内閣の衆議院解散権を制約する明白な規定はない。しかし、衆院選の一票の格差や在外選挙などの問題で最終審で違憲判決（または違憲状態）が確定した場合、違憲状態が明白のまま総選挙をしても、その後に最高裁で総選挙について無効とする事態が生じうることから解散権の行使についても政治上問題となる。
衆議院解散そのものについては内閣の裁量に属する。最高裁も解散権の行使そのものについては「衆議院の解散は、極めて政治性の高い国家統治の基本に関する行為であつて、かくのごとき行為について、その法律上の有効無効を審査することは司法裁判所の権限の外にありと解すべきことは既に前段説示するところによつてあきらかである。そして、この理は、本件のごとく、当該衆議院の解散が訴訟の前提問題として主張されている場合においても同様であつて、ひとしく裁判所の審査権の外にありといわなければならない」（最高裁判所大法廷昭和35年6月8日判決）としている。政府も違憲判決（または違憲状態）や震災は衆議院解散を制約しないと答弁している。ただ、一票の格差などの問題で違憲状態が続く場合にも、解散権そのものが制約されるわけではないが、違憲状態のまま衆院選が実施されれば司法において選挙について無効の判断が出る可能性があるため、事実上、首相の解散権を制約する可能性があることが指摘されている。
また、政治的には当初予算案編成・審議の時期にあたる2月から3月や、景気悪化等によって補正予算案編成など景気対策を行わなければならない場合や巨大災害で選挙が行えない被災地が存在する場合なども衆議院解散を控えるべきとされている。
天皇が外遊並びに病気療養中による不在で国事行為ができなくても、国事行為臨時代行で委任を受けた皇族（皇太子・皇嗣など）により解散することは可能だが、現行憲法下で行われたことは未だ一度もない。2009年7月の解散政局において天皇の不在時に解散は避けるべきとの与党内の意見に対して、麻生太郎首相は皇太子の代行で天皇不在時でも解散が可能とする見解を示していた。2023年6月の解散政局においても松野博一内閣官房長官は、天皇の外遊中に解散した前例は無いとしつつも、臨時代行による解散は可能との見解を示した。なお、天皇の地方行幸中の解散は2度の前例がある（1952年、1960年）。
また、内閣総理大臣臨時代理が衆議院解散をすることについて、内閣法制局は「内閣総理大臣の一身専属的な権能に属するためできない」と見解を述べている。
解散権をめぐっては憲法改正等によりに制限を設けるべきとの議論がある。日本では立憲民主党が内閣不信任決議案が可決された時に限定する改憲の検討を提案しているが、同党も含めて政治状況により野党側から任期満了前に衆議院解散に追い込む主張が出ることもある。同じ立憲君主制と議院内閣制であるイギリスでは2011年に議会任期固定法が成立し、2022年に議会解散・召集法が成立するまでは、庶民院の議決が無いと庶民院の解散権が制限されたが、2011年から2022年の間にイギリスの欧州連合離脱（ブレグジット：Brexit）をめぐってその意味が問われるようになった。イギリスの欧州連合離脱の議論では、ボリス・ジョンソン首相が無謀な計画を解散権をちらつかせて推し進めることへの歯止めとして機能したという分析がある一方、解散総選挙によって首相の意思で民意を問うことができなくなり、国民投票から政界や議会での混乱が解消できない政治のレームダック化が問題点として指摘された（結果的に3回の解散総選挙構想が議会で否決された末に同意なき離脱を延期させる案が議会で可決成立した後で4回目の解散総選挙構想が議会で可決されるという経過を辿った）。日本においても解散権を制限的に捉える見解がある一方、前回の選挙の際に直接争点にならなかった重大な政治問題が生じた場合には任期満了前に解散総選挙により国民の意思を問う必要があるという指摘もある。これは政治的問題により国会での統一的意思形成に支障を生じている場合などに、内閣が責任ある政策形成を維持するため、このような場合に解散によって国民の意思を問うことは国民主権の趣旨に沿うとともに内閣による責任ある政策形成を制度上可能にするとの見解である。なお、2017年時点で経済協力開発機構（OECD）加盟35カ国で政権の自由裁量による議会解散が一般化しているのは日本を含めカナダ、デンマーク、ギリシャの4カ国である。

### 解散権と政局
衆議院の解散は、事実上の解散権限を持っている内閣総理大臣の伝家の宝刀と呼ばれる。
内閣・与党の支持率、及び選挙の勝算を考慮した結果として、国会閉会時に衆議院が解散されることが適切だと政治的に判断される場合には、臨時国会を召集し、その冒頭で衆議院を解散する（召集時解散、冒頭解散）。
佐藤栄作は「内閣改造をするほど総理の権力は下がり、解散をするほど上がる」と、小泉純一郎は「首相の権力の最大の源泉は解散権と人事権」と語り、衆議院解散権は内閣総理大臣の強大なる権力の源泉とも言える。ただ、首相の権力基盤が弱い場合には、解散権が党内抗争などによって抑制されるケースもあり、解散権を行使できなかった内閣総理大臣も存在する（三木おろし、海部おろし、倒閣を参照）。
衆議院解散しそうな政局のことを「解散政局」と呼んだり、風に例えて「解散風」と呼んだりすることがある。加藤紘一は「解散の時期に関して政治家は権力から遠ければ遠いほど疑心暗鬼になり、近ければ近いほど操作したくなる」と語っており、政界でも「内閣総理大臣は、衆議院解散と公定歩合については嘘を言ってもいい」と表現されるほど、さまざまな政局に応じて、衆議院解散権が牽制に使われたり、不意打ちに行使されたりしても「当然」という認識が浸透している。
第95代内閣総理大臣の野田佳彦は2012年（平成24年）11月14日に、党首討論の中で衆議院の解散日（11月16日）を明言したが、これは異例のことであった（党内でも事前に知っていたのは岡田克也副総理、藤村修内閣官房長官らごく少数だったと言われ、輿石東幹事長ですら当日聞かされたという）。
第100代内閣総理大臣の岸田文雄は2021年（令和3年）10月4日に首相に就任し、同日の記者会見で「今月14日に衆議院を解散し、19日に公示、31日に総選挙を行う」と表明。解散を行わなくても総選挙が行われる予定（任期満了が10月21日）であったが、任期満了となる1週間前に解散を行った。
第102代内閣総理大臣の石破茂は2024年（令和6年）10月1日に首相に就任したが、その前日の9月30日に自由民主党総裁として行った記者会見で「10月9日に衆議院を解散し、15日に公示、27日に総選挙を行う」と表明。これは選挙管理委員会や地方自治体の準備に対する配慮のためであったが、内閣総理大臣就任前の表明であったため一部の野党やメディアから違憲論が上がった。これに対し石破は「内閣総理大臣に指名された場合の仮定の話を申し上げた」として、違憲にはあたらないと説明している。

## 大日本帝国憲法下の衆議院解散

### 解散権の行使
大日本帝国憲法の下での衆議院の解散は天皇の大権に属し（第7条）、国務大臣の輔弼に基づき（第55条第1項）権限を行使した。このため、解散を現実的に決定したのは内閣であった。解散詔書の文面は前述のように「朕帝国憲法第七条ニ依リ衆議院ノ解散ヲ命ス」とされていた。
衆議院が解散を命じられたときは貴族院は同時に停会となる（第44条後段）。通常は議院が停会後に再び開会したときは議事は継続することとされていたが（議院法第33条第2項）、衆議院の解散によって貴族院に停会が命じられたときは議事は継続しないものとされていた（議院法第34条）。
衆議院解散を命じられたときは勅命をもって衆議院議員総選挙が行われ解散の日より5箇月以内に召集することとされた（第45条）。なお、総選挙後に召集された帝国議会で内閣総辞職をする規定はなかった。
なお、現在も続いている衆議院解散時に本会議場で万歳を行う慣習は、政治学者の前田英昭（元・駒澤大学教授で法学博士、専門は政治制度論）によると速記録や新聞などから1897年（明治30年）12月25日の第11回帝国議会の解散から確認できるとされる。ただ、この習慣が出来た理由は未だに不明である。万歳の由来について専門家の間にも、やけっぱち説、内閣への降伏を表しているとする説、ときの声であるとする説、天皇陛下万歳の意味であるとする説、士気を鼓舞するためとみる説など諸説が唱えられている。中曽根康弘によると、「大日本帝国憲法下では、『解散の詔書』が包まれる紫の袱紗（ふくさ）に象徴される天皇陛下万歳というのが始まり」とし、「職を失った者が総選挙という戦場に万歳・突撃するという気持ちだ」としている。他の説として英国議会で「『国王陛下万歳』と唱和するのに倣って、天皇の長寿を祈念した」とか「戦前は超然内閣が政党に対抗して解散することが多く、議員が自暴自棄になった」などがある。衆議院事務局は「慣例」としか回答していない。

### 解散権と政局
衆議院が予算の先議権を有することは大日本帝国憲法でも規定されていた。そのため、初期議会において、政党は憲法の運用を通じて政治的影響力を増大させ、憲法発布当初は超然主義を採っていた藩閥政府と激しく対立した。藩閥政府はこうした政党の攻勢に対抗するため衆議院を解散した。最初の衆議院解散は第1次松方内閣によって1891年（明治24年）12月15日に行われた。さらに、任期満了または先の解散から1年以内に再び衆議院を解散することもしばしば行われた。
加藤高明内閣以降には元老が内閣総理大臣を奏薦する際に憲政の常道が重視されるようになり、衆議院第一党の内閣が倒れた際には衆議院第二党の党首が奏薦されるようになった。衆議院第二党の党首が政権を担当した場合には内閣の基盤を強化する目的で早期に衆議院を解散することが多かった。
その後、五・一五事件で犬養毅首相が暗殺されてからは、内閣総理大臣は軍人など政党の党首以外から奏薦されるようになった。陸軍首相の林内閣において最初の予算が成立した直後、1937年（昭和12年）3月31日に行われた解散には、重要法案の阻止を図ったという理由以外には特に理由がなく、政党からは「食い逃げ解散」と呼ばれて批判された。この解散は政党勢力を弱体化させるために行われたといわれているが、各政党が議席を伸ばす結果となり、林内閣は同年5月31日に総辞職した。
ポツダム宣言受諾後の1945年（昭和20年）12月18日に行われた解散はGHQの幣原喜重郎内閣への指令によるものであり、終戦解散又はGHQ解散と呼ばれた。この解散を受け、当初翌年1月に行われるはずだった総選挙は3ヶ月延期され、立候補予定者の資格審査（軍国主義者の排除）の後、1946年（昭和21年）4月10日に実施された。
大日本帝国憲法下での最後の解散は第1次吉田内閣（吉田茂首相）において1947年（昭和22年）3月31日に行われ、新憲法解散または第2次GHQ解散と呼ばれた。この解散もGHQの指令にもとづくものであった。

## 衆議院解散一覧

### 大日本帝国憲法下の衆議院解散一覧
| 明治 |                               |              |                 |                           |        | |
| －   | －                            | －           | －              |                           | 第1回  | 第1回帝国議会（常会）の会期は、1890年（明治23年）11月29日から翌1891年（明治24年）3月7日まで。 1890年（明治23年）11月25日には衆議院が、同年11月27日には貴族院が成立した。 |
| 01   | 1891年（明治24年）12月25日    | 第2回・通常  | 第1次松方内閣   |                           | 第2回  | 憲政史上初の解散。 |
| 02   | 1893年（明治26年）12月30日    | 第5回・通常  | 第2次伊藤内閣   |                           | 第3回  | |
| 03   | 1894年（明治27年）6月2日      | 第6回・特別  | 第2次伊藤内閣   |                           | 第4回  | 内閣弾劾上奏決議の可決後の解散。 議員在職日数は史上最短の67日間。 |
| 04   | 1897年（明治30年）12月25日    | 第11回・通常 | 第2次松方内閣   |                           | 第5回  | 解散したその日に内閣総辞職を決定。 |
| 05   | 1898年（明治31年）6月10日     | 第12回・特別 | 第3次伊藤内閣   |                           | 第6回  | |
| －   | （1902年（明治35年）8月10日） | 第16回・通常 | 第1次桂内閣     |                           | 第7回  | 任期満了。 |
| 06   | 1902年（明治35年）12月28日    | 第17回・通常 | 第1次桂内閣     |                           | 第8回  | |
| 07   | 1903年（明治36年）12月11日    | 第19回・通常 | 第1次桂内閣     |                           | 第9回  | 明治においては最後の解散。 |
| －   | （1908年（明治41年）5月15日） | 第24回・通常 | 第1次西園寺内閣 |                           | 第10回 | 任期満了。 |
| －   | （1912年（明治45年）5月15日） | 第28回・通常 | 第2次西園寺内閣 |                           | 第11回 | 任期満了。 |
| 大正 |                               |              |                 |                           |        | |
| 08   | 1914年（大正3年）12月25日     | 第35回・通常 | 第2次大隈内閣   |                           | 第12回 | 大正においては最初の解散。 |
| 09   | 1917年（大正6年）1月25日      | 第38回・通常 | 寺内内閣        |                           | 第13回 | |
| 10   | 1920年（大正9年）2月26日      | 第42回・通常 | 原内閣          |                           | 第14回 | 首相が現職衆議院議員である内閣による初の解散。 大正天皇の大権行使としては最後の解散。                                                                                    |
| 11   | 1924年（大正13年）1月31日     | 第48回・通常 | 清浦内閣        | 懲罰解散                  | 第15回 | 摂政の皇太子裕仁親王（後の昭和天皇）が天皇の名において解散。 大正においては最後の解散。 解散から衆議院議員総選挙の投票日までの期間は主権国家としては最長の99日間。       |
| 昭和 |                               |              |                 |                           |        | |
| 12   | 1928年（昭和3年）1月21日      | 第54回・通常 | 田中義一内閣    | 普選解散                  | 第16回 | 初の普通選挙を行う。昭和においては最初の解散。 |
| 13   | 1930年（昭和5年）1月21日      | 第57回・通常 | 濱口内閣        |                           | 第17回 | 首相が現職衆議院議員である内閣による2回目の解散。 |
| 14   | 1932年（昭和7年）1月21日      | 第60回・通常 | 犬養内閣        |                           | 第18回 | 首相が現職衆議院議員である内閣による3回目の解散。 |
| 15   | 1936年（昭和11年）1月21日     | 第68回・通常 | 岡田内閣        |                           | 第19回 | 内閣不信任決議の可決を受けての解散。 |
| 16   | 1937年（昭和12年）3月31日     | 第70回・通常 | 林内閣          | 食い逃げ解散              | 第20回 | 解散から衆議院議員総選挙の投票日までの期間は大日本帝国憲法下で最短の30日間。 大日本国帝国憲法下において主権制限前の最後の解散。                                          |
| －   | （1942年（昭和17年）4月30日） | 第79回・通常 | 東条内閣        | 翼賛選挙                  | 第21回 | 大日本帝国憲法下に於ける最後の任期満了選挙。 前年には、現職議員に限って臨時に任期を1年間延長していた。                                                                   |
| 17   | 1945年（昭和20年）12月18日    | 第89回・臨時 | 幣原内閣        | 終戦解散、 GHQ解散        | 第22回 | GHQの指令。初めて婦人参政権が認められた。 解散から衆議院議員総選挙の投票日までの期間は史上最長の113日間。                                                                |
| 18   | 1947年（昭和22年）3月31日     | 第92回・通常 | 第1次吉田内閣   | 新憲法解散、 第2次GHQ解散 | 第23回 | GHQの指令。 同年5月3日の日本国憲法施行に備えて行われ、大日本帝国憲法に基づく最後の解散。                                                                                 |

### 日本国憲法下の衆議院解散一覧
| 昭和 |                               |                             |                 |                                              |        | |
| 1    | 1948年（昭和23年）12月23日    | 第4回・常会                 | 第2次吉田内閣   | 馴れ合い解散                                 | 第24回 | 内閣不信任決議の可決による解散。 日本国憲法に基づく初の解散。                                                                                          |
| 2    | 1952年（昭和27年）8月28日     | 第14回・常会                | 第3次吉田内閣   | 抜き打ち解散                                 | 第25回 | 議長応接室で解散詔書朗読。主権回復後では初の解散。初の7条解散。 天皇地方行幸中の解散。                                                                 |
| 3    | 1953年（昭和28年）3月14日     | 第15回・特別会              | 第4次吉田内閣   | バカヤロー解散                               | 第26回 | 内閣不信任決議の可決による解散。主権回復後では初の69条解散。 議員在職日数は日本国憲法下で最短の195日間。                                               |
| 4    | 1955年（昭和30年）1月24日     | 第21回・常会                | 第1次鳩山内閣   | 天の声解散                                   | 第27回 | 政府三演説に対する代表質問中の解散。 |
| 5    | 1958年（昭和33年）4月25日     | 第28回・常会                | 第1次岸内閣     | 話し合い解散                                 | 第28回 | |
| 6    | 1960年（昭和35年）10月24日    | 第36回・臨時会              | 第1次池田内閣   | 安保解散                                     | 第29回 | 副議長（中村高一）が解散詔書朗読。 天皇地方行幸中の解散。                                                                                              |
| 7    | 1963年（昭和38年）10月23日    | 第44回・臨時会              | 第2次池田内閣   | 所得倍増解散、 ムード解散、 予告解散         | 第30回 | |
| 8    | 1966年（昭和41年）12月27日    | 第54回・常会                | 第1次佐藤内閣   | 黒い霧解散                                   | 第31回 | 召集時解散。 |
| 9    | 1969年（昭和44年）12月2日     | 第62回・臨時会              | 第2次佐藤内閣   | 沖縄解散                                     | 第32回 | |
| 10   | 1972年（昭和47年）11月13日    | 第70回・臨時会              | 第1次田中内閣   | 日中解散                                     | 第33回 | |
| －   | （1976年（昭和51年）12月9日） | （第78回・臨時会 の閉会後） | 三木内閣        | ロッキード解散、 ロッキード選挙              | 第34回 | 日本国憲法下で唯一の任期満了。 |
| 11   | 1979年（昭和54年）9月7日      | 第88回・臨時会              | 第1次大平内閣   | 増税解散、 一般消費税解散                    | 第35回 | |
| 12   | 1980年（昭和55年）5月19日     | 第91回・常会                | 第2次大平内閣   | ハプニング解散                               | 第36回 | 内閣不信任決議の可決による解散。 議長応接室で解散詔書朗読。 第12回参議院議員通常選挙との衆参同日選挙。                                                 |
| 13   | 1983年（昭和58年）11月28日    | 第100回・臨時会             | 第1次中曽根内閣 | 田中判決解散                                 | 第37回 | |
| 14   | 1986年（昭和61年）6月2日      | 第105回・臨時会             | 第2次中曽根内閣 | 死んだふり解散、 寝たふり解散                | 第38回 | 召集時解散。議長応接室で解散詔書朗読。 昭和においては最後の解散。 第14回参議院議員通常選挙との衆参同日選挙。                                           |
| 平成 |                               |                             |                 |                                              |        | |
| 15   | 1990年（平成2年）1月24日      | 第117回・常会               | 第1次海部内閣   | 消費税解散                                   | 第39回 | 施政方針演説なしでの解散。平成においては最初の解散。                                                                                                   |
| 16   | 1993年（平成5年）6月18日      | 第126回・常会               | 宮澤内閣        | 嘘つき解散、 政治改革解散                    | 第40回 | 2021（令和3）年現在、内閣不信任決議の可決による最後の解散。                                                                                            |
| 17   | 1996年（平成8年）9月27日      | 第137回・臨時会             | 第1次橋本内閣   | 小選挙区解散、 新選挙制度解散、 名前なし解散 | 第41回 | 召集時解散。 |
| 18   | 2000年（平成12年）6月2日      | 第147回・常会               | 第1次森内閣     | 神の国解散、 ミレニアム解散                  | 第42回 | |
| 19   | 2003年（平成15年）10月10日    | 第157回・臨時会             | 第1次小泉内閣   | マニフェスト解散、 構造改革解散              | 第43回 | |
| 20   | 2005年（平成17年）8月8日      | 第162回・常会               | 第2次小泉内閣   | 郵政解散                                     | 第44回 | 参議院での郵政民営化法案否決に伴う解散。 衆議院解散のための閣僚罷免。 69条解散を除き、議員在職日数は日本国憲法下で最短の639日間。                      |
| 21   | 2009年（平成21年）7月21日     | 第171回・常会               | 麻生内閣        | 政権選択解散、 追い込まれ解散                | 第45回 | 解散から衆議院議員総選挙の投票日までの期間は日本国憲法下で最長の40日間。                                                                               |
| 22   | 2012年（平成24年）11月16日    | 第181回・臨時会             | 野田内閣        | 近いうち解散                                 | 第46回 | 天の声解散から57年ぶりの非自民の総理大臣による解散。 最高裁で一票の格差の違憲状態判決が出て、選挙区区割り変更がないままの解散。                        |
| 23   | 2014年（平成26年）11月21日    | 第187回・臨時会             | 第2次安倍内閣   | アベノミクス解散                             | 第47回 | |
| 24   | 2017年（平成29年）9月28日     | 第194回・臨時会             | 第3次安倍内閣   | 国難突破解散                                 | 第48回 | 召集時解散。平成においては最後の解散。 |
| 令和 |                               |                             |                 |                                              |        | |
| 25   | 2021年（令和3年）10月14日     | 第205回・臨時会             | 第1次岸田内閣   | 未来選択解散、 コロナ脱却・V字回復解散       | 第49回 | 議員在職日数は日本国憲法下で任期満了を除いて最長の1454日間。 解散から衆議院議員総選挙の投票日までの期間は史上最短の17日間。 令和においては最初の解散。 |
| 26   | 2024年（令和6年）10月9日      | 第214回・臨時会             | 第1次石破内閣   | 日本創生解散 裏金隠し解散                    | 第50回 | 首相就任から8日後の解散と26日後の衆議院選挙投開票は、いずれも史上最短。                                                                                |

- 上表において、摂政又は国事行為臨時代行による代署による副署の例はいずれもない。

## 記録
- 解散最多記録 - 吉田内閣 4回
- 解散最短記録 - 第1次石破内閣 8日後（組閣:2024年（令和6年）10月1日・解散:10月9日）
- 首相・閣僚として衆院解散閣議決定書署名最多記録 - 吉田茂・大平正芳・麻生太郎 5回